# René-François Régnier
René-François Régnier (Saint-Quentin-lès-Beaurepaire, 17 de julho de 1794 - Cambrai, 3 de janeiro de 1881) foi um cardeal francês do século XIX.

## Biografia
René-François Régnier é cônego e vigário geral em Angers. Foi nomeado bispo de Angoulême em 1842 e transferido para a arquidiocese de Cambrai em 1850. Lançou a primeira pedra da igreja de Saint-Martin d'Aniche em 1857. Participou do Concílio Vaticano I em 1869-1870. O Papa Pio IX o criou cardeal no consistório de 22 de dezembro de 1873. O cardeal Régnier participou do conclave de 1878, ao final do qual Leão XIII foi eleito.

## Link Externo
- sylwetka w słowniku biograficznym kardynałów Salvadora Mirandy {{{2}}}
- Catholic Hierarchy {{{2}}}